# Militius Malki Lahdo
Melecjusz (imię świeckie Malki Lahdo, ur. 3 stycznia 1971) – duchowny Syryjskiego Kościoła Ortodoksyjnego, od 2003 biskup Australii i Nowej Zelandii. Sakrę biskupią otrzymał 7 września 2003.